# Belgien ved vinter-OL 2022
Belgien deltog i vinter-OL 2022 i Beijing, Kina i perioden 4. – 20. februar 2022.

## Medaljer
| 2022 Beijing | Guld | Sølv | Bronze | Total |
| Belgien      | 1    | 0    | 1      | 2     |

### Medaljevindere
| Belgien under vinter-OL 2022 i Beijing | Belgien under vinter-OL 2022 i Beijing | Belgien under vinter-OL 2022 i Beijing | Belgien under vinter-OL 2022 i Beijing | Belgien under vinter-OL 2022 i Beijing |
| Medalje                                | Navn                                   | Sport                                  | Event                                  | Dato                                   |
| -------------------------------------- | -------------------------------------- | -------------------------------------- | -------------------------------------- | -------------------------------------- |
| Guld                                   | Bart Swings                            | Hurtigløb på skøjter                   | Mændenes massestart                    | 19. februar                            |
| Bronze                                 | Hanne Desmet                           | Kortbaneløb på skøjter                 | Damernes 1000 meter                    | 11. februar                            |